# Razorfemora zaragozae
Razorfemora zaragozae är en tvåvingeart som beskrevs av Ronald Henry Lambert Disney 2006. Razorfemora zaragozae ingår i släktet Razorfemora och familjen puckelflugor.
Artens utbredningsområde är Spanien. Inga underarter finns listade i Catalogue of Life.